# Survival (альбом)
Survival — студийный альбом ямайской рэгги-группы Bob Marley & The Wailers, вышедший в 1979 году.
Альбом насыщен воинственными настроениями. Некоторые считают, что это произошло из-за критики расслабленной атмосферы предыдущего альбома Марли, Kaya. Первоначально альбом носил название Black Survival, чтобы подчеркнуть безотлагательность африканского единства, но название было сокращено, чтобы предотвратить неверные истолкования темы альбома.
Марли планировал Survival как первую часть трилогии, за которой последовали Uprising в 1980 и Confrontation в 1983 году.
«Africa Unite» посвящена идее панафриканизма. «Zimbabwe» — своеобразный гимн Южной Родезии. Композиция была исполнена на церемонии празднования независимости Зимбабве в 1980 году, сразу после объявления официальной декларации независимости страны. Песня является неофициальным национальным гимном Зимбабве.

## Обложка
На обложке альбома изображены флаги следующих государств (слева направо):
1. Кения, Ангола, Кот-д’Ивуар, Эфиопия, Чад, Египет, Гана
2. Сенегал, Сьерра-Леоне, Камерун, Тунис, Нигер, Нигерия, Гвинея
3. Гамбия, Сомали, Республика Верхняя Вольта, Демократическая Республика Конго (Заир), Гвинея-Бисау, Либерия, Свазиленд
4. Мадагаскар, Того, Мозамбик, Зимбабве (ЗАПУ), ЦАР, Сейшельские Острова, Замбия
5. Лесото, Уганда, Алжир, Мали, Судан, Ботсвана, Марокко
6. Республика Конго, Танзания, Бурунди, Зимбабве (ЗАНУ), Маврикий, Мавритания, Габон
7. Бенин, Экваториальная Гвинея, Папуа-Новая Гвинея, Малави, Сан-Томе и Принсипи, Джибути, Руанда
Есть пять стран, чьи флаги были не на обложке, а на плакате, прилагаемом к альбому: Западная Сахара, Кабо-Верде, Коморы, Ливия, Реюньон и Южно-Африканская Республика.

## Список композиций
Слова и музыка всех песен — написаны Бобом Марли, кроме отмеченных.
| №  | Название                       | Длительность |
| -- | ------------------------------ | ------------ |
| 1. | «So Much Trouble in the World» | 4:00         |
| 2. | «Zimbabwe»                     | 3:49         |
| 3. | «Top Rankin’»                  | 3:09         |
| 4. | «Babylon System»               | 4:21         |
| 5. | «Survival»                     | 3:54         |

| №  | Название              | Автор(ы)                | Длительность |
| -- | --------------------- | ----------------------- | ------------ |
| 1. | «Africa Unite»        |                         | 2:55         |
| 2. | «One Drop»            |                         | 3:52         |
| 3. | «Ride Natty Ride»     |                         | 3:53         |
| 4. | «Ambush in the Night» |                         | 3:14         |
| 5. | «Wake Up and Live»    | Боб Марли, Энтони Дэвис | 4:58         |

## Участники записи
- Боб Марли — вокал, ритм-гитара, акустическая гитара, перкуссия
- Эштон Барретт[англ.] — бас-гитара, ритм-гитара, перкуссия
- Карлтон Барретт[англ.] — ударные, перкуссия
- Тайрон Дауни[англ.] — клавишные, перкуссия, бэк-вокал
- Элвин Паттерсон[англ.] — перкуссия
- Джуниор Марвин-Хансон[англ.] — соло-гитара, бэк-вокал
- I Threes — бэк-вокал
- Вин Гордон[англ.] — соло-гитара
- Эрл Линдо[англ.] — клавишные

## Позиции в хит-парадах и сертификации
| Год       | Хит-парад                                  | Высшая позиция | Пребывание |
| --------- | ------------------------------------------ | -------------- | ---------- |
| 1979—1980 | Великобритания (UK Albums Chart)           | 20             | 6 недель   |
| 1979—1980 | Италия (Musica e dischi)                   | 9              | 24 недели  |
| 1979—1980 | Нидерланды (Nationale Hitparade LP Top 50) | 25             | 3 недели   |
| 1979—1980 | Новая Зеландия (RMNZ)                      | 14             | 12 недель  |
| 1979—1980 | Норвегия (VG-lista)                        | 10             | 10 недель  |
| 1979—1980 | США (Billboard Soul LPs)                   | 32             | 15 недель  |
| 1979—1980 | США (Billboard Top LPs & Tape)             | 70             | 14 недель  |
| 1979—1980 | Франция (SNEP)                             | 12             | 25 недель  |
| 1979—1980 | ФРГ (Offizielle Top 100)                   | 40             | 23 недели  |
| 1979—1980 | Швеция (Sverigetopplistan)                 | 17             | 3 недели   |

| Регион | Сертификация | Продажи  |
| --- | ------------ | -------- |
| Великобритания (BPI) | Серебряный   | 60 000*  |
| Испания (PROMUSICAE) | Платиновый   | 100 000^ |
| Канада (Music Canada) | Золотой      | 50 000^  |
| Франция (SNEP) | Золотой      | 100 000* |
| * Данные о продажах приведены только на основе сертификации. · ^ Данные о тиражах приведены только на основе сертификации. · Данные о продажах + прослушиваниях приведены только на основе сертификации. |              |          |